# Tyson Griffin
Pour les articles homonymes, voir Griffin.
Tyson Lee Griffin, né le 20 avril 1984 à Sacramento en Californie, est un ancien pratiquant de MMA américain. Il est notamment ceinture violette de jiu-jitsu brésilien.

## Palmarès en MMA
| 24 combats     | 16 victoires | 8 défaites |
| Par KO         | 6            | 3          |
| Par soumission | 3            | 0          |
| Sur décision   | 7            | 5          |

| Résultat | Record | Adversaire        | Méthode                           | Évènement                            | Date       | Round | Temps | Lieu                                    | Note                                                      |
| Défaite  | 16-8   | Luiz Firmino      | Décision unanime                  | WSOF 10: Branch vs. Taylor           | 21-06-2014 | 3     | 5:00  | Las Vegas (Nevada), États-Unis          |                                                           |
| Défaite  | 16-7   | Gesias Cavalcante | TKO (coups de poing)              | WSOF 4: Spong vs. DeAnda             | 10-08-2013 | 3     | 1:37  | Ontario (Californie), États-Unis        |                                                           |
| Victoire | 16-6   | Efraín Escudero   | Décision unanime                  | RFA 4: Griffin vs. Escudero          | 02-11-2012 | 3     | 5:00  | Las Vegas (Nevada), États-Unis          |                                                           |
| Défaite  | 15-6   | Bart Palaszewski  | KO (coups de poing)               | UFC 137: Penn vs. Diaz               | 29-10-2011 | 1     | 2:45  | Las Vegas (Nevada), États-Unis          | Catchweight (148 lbs).                                    |
| Victoire | 15-5   | Manvel Gamburyan  | Décision majoritaire              | UFC Live: Kongo vs. Barry            | 26-06-2011 | 3     | 5:00  | Pittsburgh, Pennsylvanie, États-Unis    |                                                           |
| Défaite  | 14-5   | Nik Lentz         | Décision partagée                 | UFC 123: Rampage vs. Machida         | 20-11-2010 | 3     | 5:00  | Auburn Hills, Michigan, États-Unis      |                                                           |
| Défaite  | 14-4   | Takanori Gomi     | KO (coup de poing)                | UFC Live: Jones vs. Matyushenko      | 01-08-2010 | 1     | 1:04  | San Diego, Californie, États-Unis       |                                                           |
| Défaite  | 14-3   | Evan Dunham       | Décision partagée                 | UFC 115: Liddell vs. Franklin        | 12-06-2010 | 3     | 5:00  | Vancouver, Colombie-Britannique, Canada |                                                           |
| Victoire | 14–2   | Hermes Franca     | TKO (coups de poing)              | UFC 103: Franklin vs. Belfort        | 19-09-2009 | 2     | 3:26  | Dallas, Texas, États-Unis               | Franca pesait 159 livres.                                 |
| Victoire | 13–2   | Rafael dos Anjos  | Décision unanime                  | UFC Fight Night: Condit vs. Kampmann | 01-04-2009 | 3     | 5:00  | Nashville, Tennessee, États-Unis        | Combat de la soirée.                                      |
| Défaite  | 12–2   | Sean Sherk        | Décision unanime                  | UFC 90: Silva vs. Côté               | 25-10-2008 | 3     | 5:00  | Rosemont, Illinois, États-Unis          | Combat de la soirée.                                      |
| Victoire | 12–1   | Marcus Aurélio    | Décision unanime                  | UFC 86: Jackson vs. Griffin          | 05-07-2008 | 3     | 5:00  | Las Vegas (Nevada), États-Unis          |                                                           |
| Victoire | 11–1   | Gleison Tibau     | Décision unanime                  | UFC 81: Breaking Point               | 02-02-2008 | 3     | 5:00  | Las Vegas (Nevada), États-Unis          |                                                           |
| Victoire | 10–1   | Thiago Tavares    | Décision unanime                  | UFC 76: Knockout                     | 22-09-2007 | 3     | 5:00  | Anaheim, California, États-Unis         | Combat de la soirée.                                      |
| Victoire | 9–1    | Clay Guida        | Décision partagée                 | UFC 72: Victory                      | 16-06-2007 | 3     | 5:00  | Belfast, Irlande du Nord, Royaume-Uni   | Combat de la soirée.                                      |
| Défaite  | 8–1    | Frankie Edgar     | Décision unanime                  | UFC 67: All or Nothing               | 03-02-2007 | 3     | 5:00  | Las Vegas (Nevada), États-Unis          | Combat de la soirée.                                      |
| Victoire | 8–0    | David Lee         | Soumission (étranglement arrière) | UFC 63: Hughes vs. Penn              | 23-09-2006 | 1     | 1:50  | Anaheim, California, États-Unis         | Soumission de la soirée.                                  |
| Victoire | 7–0    | Duane Ludwig      | TKO (coups de poing)              | Strikeforce: Revenge                 | 09-06-2006 | 1     | 3:57  | San Jose, Californie, États-Unis        |                                                           |
| Victoire | 6–0    | Chuck Kim         | Soumission (étranglement arrière) | GC 49: Face Off                      | 08-04-2006 | 1     | 3:34  | Lakeport, Californie, États-Unis        |                                                           |
| Victoire | 5–0    | Melchor Manibusan | TKO (coups de poing)              | FFCF 5:Unleashed                     | 27-01-2006 | 1     | 4:05  | Guam                                    |                                                           |
| Victoire | 4–0    | Jorge Evangelista | KO (coups de poing)               | GC 46: Avalanche                     | 11-12-2005 | 1     | 3:14  | Coarsegold, Californie, États-Unis      |                                                           |
| Victoire | 3–0    | Urijah Faber      | TKO (coups de poing)              | GC 42: Summer Slam                   | 10-09-2005 | 3     | 0:05  | Lakeport, Californie, États-Unis        | Remporte le Gladiator Challenge Lightweight Championship. |
| Victoire | 2–0    | Cody Williams     | Soumission (étranglement arrière) | GC 36: Proving Grounds               | 09-04-2005 | 1     | 2:05  | Californie, États-Unis                  |                                                           |
| Victoire | 1–0    | Ryan Frost        | TKO (coups de poing)              | GC 32: King of the Hill              | 18-11-2004 | 1     | 1:16  | Colusa, Californie, États-Unis          |                                                           |